# ساندي لينز
ساندي لينز (بالإنجليزية: Sandy Lenz)‏ هي متزلجة فنية أمريكية، ولدت في 10 يونيو 1960 في روكفورد في الولايات المتحدة.

## وصلات خارجية
- ساندي لينز على موقع أوليمبيديا (الإنجليزية)